# Карвил По де Фер
Карвил По де Фер (фр. Carville-Pot-de-Fer) насеље је и општина у северној Француској у региону Горња Нормандија, у департману Приморска Сена која припада префектури Авр.
По подацима из 2011. године у општини је живело 104 становника, а густина насељености је износила 19,48 становника/km². Општина се простире на површини од 5,34 km². Налази се на средњој надморској висини од 120 метара (максималној 149 m, а минималној 82 m).

## Демографија
| 1962. | 1968. | 1975. | 1982. | 1990. | 1999. | 2011. |
| ----- | ----- | ----- | ----- | ----- | ----- | ----- |
| 143   | 152   | 120   | 138   | 113   | 111   | 104   |

График промене броја становника у току последњих година